# Praemoesicum flóratartomány
A bánsági flóratartomány (Praemoesicum) az északi flórabirodalom (Holarktisz) szubmediterrán flóraterületének része.
A Déli Kárpátoktól délre a Domugled-hegység és az Al-Duna vidékének aránylag kis területét öleli fel, így északon a közép-európai flóraterület Pannonicum flóratartományával, nyugaton pedig a szubmediterrán flóraterület Illiricum flóratartományával határos. Kelet felé a kelet-balkáni flóratartomány váltja fel.
Alapvetően a tölgyes és bükkös övbe tartozik. Rendkívül gazdag flórájának különlegességei az idáig feljutó balkáni, valamint erdélyi fajok.
A fás növények közül említésre méltó:
- dió (Juglans sp.),
- orgona (Syringa sp.),
- keleti gyertyán (Carpinus orientalis),
- déli ostorfa (Celtis australis),
- francia juhar (Acer monspessulanus),
- törökmogyoró (Corylus colurna),
- vörös boróka (Juniperus oxycedrus),
- feketefenyő (Pinus nigra).

Díszes lágyszárúak is élnek itt:
- magyar tulipán (Tulipa hungarica),
- bánáti szegfű (Dianthus banaticus),
- aldunai szegfű (Dianthus petraeus),
- márványos kövirózsa vagy Degen-kövirózsa (Sempervivum marmoreum),
- magyar medvetalp (Acanthus hungaricus vagy Acanthus balcanicus),
- vastagtövű harangvirág (Campanula crassipes) stb.